# Margareta Porete

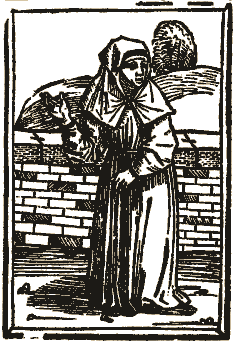
Een begijn

Over Margareta Porete (ook Marguerite Porete of Porette of Poirette) is zeer weinig met zekerheid bekend. Vermoedelijk werd ze geboren rond 1250 in het graafschap Henegouwen, mogelijk te Valencijn. Ze was een religieuze, waarschijnlijk een begijn en is bekend van haar mystieke werk Le miroir des âmes simples et anéanties (De spiegel der eenvoudige zielen). Ze stierf in 1310 op de brandstapel te Parijs.

## Leven
Margareta Porete leefde in de tweede helft van de 13e en begin van de 14e eeuw. De schamele gegevens over haar bestaan komen allemaal uit de procesverslagen van de inquisitie. Naar alle waarschijnlijkheid was ze een begijn. In die tijd leefden niet alle begijnen in begijnhoven, maar trokken ze vaak ook rond, zoals Hadewijch. De kerkelijke overheid bekeek hen met argusogen en zou hen meermaals veroordelen wegens ketterij. Met name de ketterij van de Vrije Geest (ook Broeders en zusters van de Vrije Geest) leefde toen erg. Margareta Porete was daarvan een uitgesproken vertegenwoordigster.
Margareta Porete was een 'geletterde' vrouw, in die tijd een zeldzaamheid. Ze schreef ook in de volkstaal, het Oudfrans. Ze lijkt vertrouwd te zijn met het denken en de taal van de hoofse liefde, wat op adellijke banden kan wijzen, maar dit is niet zeker.

## Werk
Het enige werk dat van Margareta Porete bekend is, is het boek De spiegel der eenvoudige zielen, dat in het Oudfrans (namelijk Picardisch) is geschreven en wordt beschouwd als het belangrijkste religieus traktaat uit die taal. Het was tegelijk een praktische handleiding, waarin ze de ontwikkeling van de ziel in zeven stappen uiteenzet. Het laatste stadium is de vereniging met het goddelijke wezen, die nog binnen dit leven kan plaatsvinden. Dit laatste vooral was voor de Kerk een heikel punt. Het kerkelijk instituut stond zo al zeer argwanend tegenover wat in de begijnhoven leefde en geleerd werd en tegen hun bestaan zelf, waarmee vooral vrouwen zich buiten de kloosters hielden, en derhalve aan de controle ontsnapten.

### Stijl

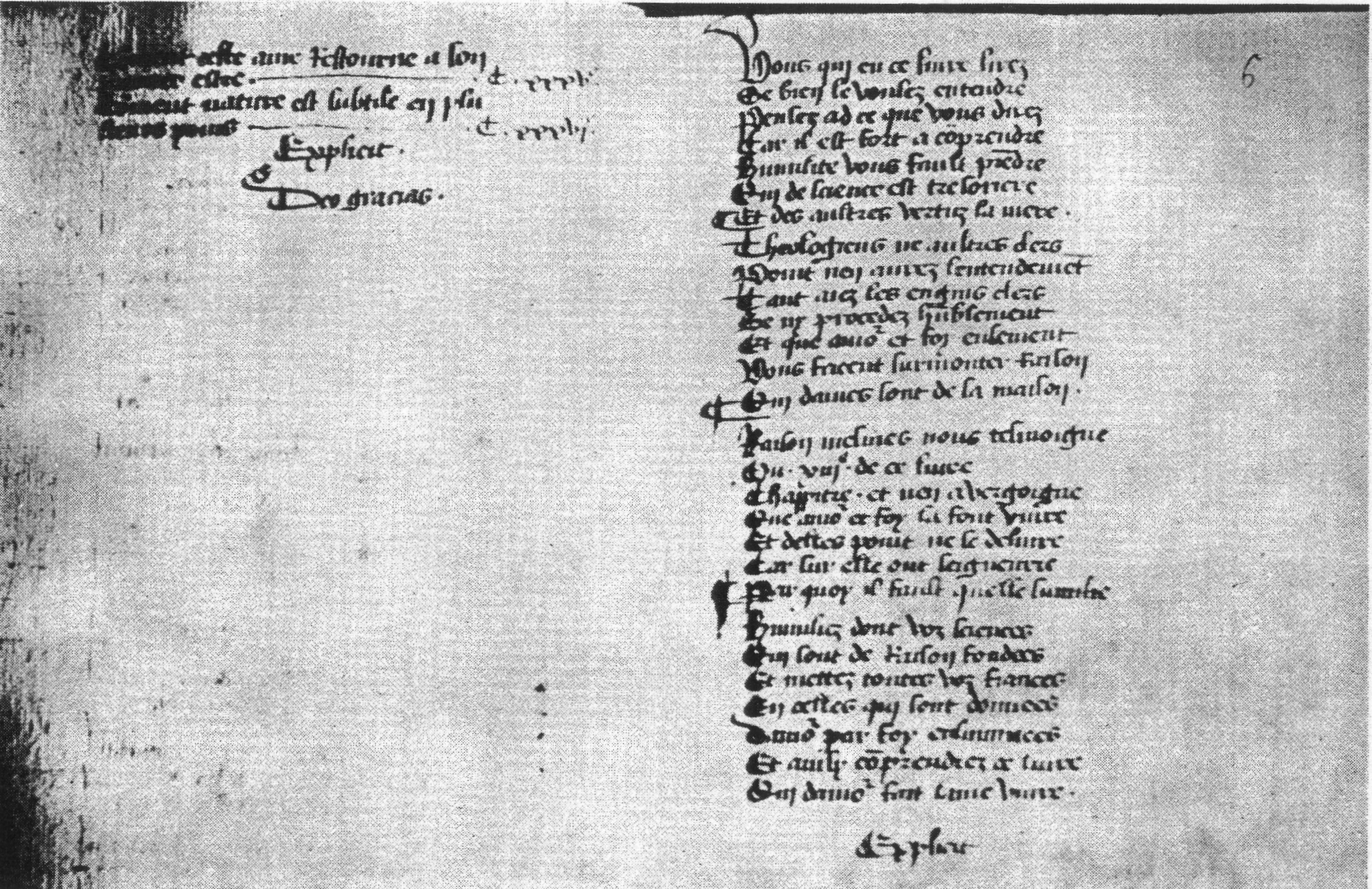
Openingsgedicht van "De spiegel der eenvoudige zielen" uit handschrift uit de 15e-16e eeuw

Het is een moeilijk leesbaar mystiek leerboek. Alleen al de volledige titel is haast onvertaalbaar: Le miroir des âmes simples et anéanties et qui seulement demeurent en vouloir et désir d'amour, in het Nederlands De spiegel der eenvoudige, vernietigde zielen, die enkel in wil en verlangen naar liefde verwijlen.
De stijl is typisch laat-middeleeuws (vergelijkbaar met de Roman de la Rose). Het is een dialoog tussen verschillende allegorische figuren: Liefde (Amour), de Ziel (L'âme), Rede (Raison), de Kleine Heilige Kerk (Sainte-Eglise-la-Petite) ...
Het boek werd geschreven om voorgelezen te worden in religieuze middens. Herhaaldelijk schrijft Margareta Porete: "Jullie, die dit horen, ..."

### Inhoud
De essentie van haar werk stelt dat mensen zo'n graad van volmaaktheid kunnen bereiken, dat ze één worden met God. Dit is enerzijds een typisch mystiek thema en anderzijds ook de kern van het denken van de Vrije Geest. Margareta Porete gaat daarop verder en schrijft dat wanneer mensen dit niveau bereiken, ze dan afstand doen van de deugden. (Dit is een van de zaken die haar bijzonder kwalijk werden genomen.) Het belang van de Rede is dan voorbij. Die behoort tot de Kleine Heilige Kerk (de kerk van de clerus, regels en rede) en niet tot de Grote Heilige Kerk (de kerk van de liefde), waarin de ziel bevrijd en vernietigd is.

## Proces en dood
De veroordeling van Margareta Porete kwam niet zomaar plots uit de lucht gevallen. Haar boek werd een eerste keer veroordeeld tussen 1300 en 1306 door Guy II van Colmieu, bisschop van Kamerijk. Het boek werd verboden en publiek verbrand op de markt van Valencijn. In plaats van toe te geven, voegde Margareta Porete daarna nog 17 hoofdstukken toe aan haar boek. Reeds omstreeks 1307 werd een nieuwe klacht tegen haar ingediend door Philippe de Marigny, de nieuwe bisschop van Kamerijk. Verschillende inquisiteurs, waaronder ten slotte Willem van Parijs, bogen zich over de zaak. Vanaf 1307 zat Margareta Porete dan ook vast in een kerker. Nadat voordien reeds drie theologen het boek positief hadden beoordeeld, moesten 21 theologen van de Universiteit van Parijs het opnieuw beoordelen. Op 11 april 1310 besloten ze eensgezind dat het ketters was. Op 30 mei werd verklaard dat Margareta Porete hardnekkig volhardde in haar dwalingen. Op maandag 1 juni 1310 werd zij samen met haar boek verbrand op de brandstapel op de Place de Grève te Parijs.

## Na haar dood
Hoewel alle exemplaren van haar boek moesten vernietigd worden, is dat niet gebeurd. Een aantal exemplaren bleven de ronde doen, zij het anoniem - haar naam werd niet meer vermeld. Het is bekend dat er oude Franse, Latijnse, Duitse en Engelse vertalingen bestaan. Elementen uit haar denken zijn bij verschillende mystici en religieuzen terug te vinden (onder andere bij Meester Eckhart en Jan van Ruusbroec).
Pas in 1946 legde de Italiaanse historica Romana Guarnieri weer de link tussen het boek en Margareta Porete. Vanaf de jaren 80 ontstonden nieuwe vertalingen en wetenschappelijke studies. Een Nederlandse vertaling is sinds 2021 beschikbaar.

## Publicaties
- Marguerite Porete (1984). Le miroir des âmes simples et anéanties. Introduction, traduction et notes par Max Huot de Longchamp. Parijs: Albin Michel.
- Margaret Porette (1999). The mirror of simple souls. Notre Dame (Indiana): University of Notre Dame Press.